# Viladecans
Viladecans település Spanyolországban, Barcelona tartományban. Lakosainak száma 67 348 fő (2024).

## Földrajza
Viladecans Sant Boi de Llobregat, El Prat de Llobregat, Gavà és Sant Climent de Llobregat községekkel határos.

## Testvértelepülések
- Saint-Herblain

## Népesség
A település lakosságának változását az alábbi diagram mutatja:
| Lakosok száma | 204  | 1323 | 3794 | 7508 | 44 348 | 60 033 | 63 489 | 65 358 | 66 611 | 67 348 |
|               | 1717 | 1887 | 1936 | 1960 | 1986   | 2004   | 2009   | 2014   | 2019   | 2024   |